# Французское действие
«Аксьо́н франсе́з» (фр. Action française [AF], буквально — «Французское действие») — националистическая и монархическая ультраправая политическая организация во Франции, поддерживающая Орлеанскую ветвь Бурбонов. Была популярна во времена Третьей Французской республики.

## Начало XX века
8 апреля 1898 года Анри Вожуа и Морис Пюжо основали «Комитет французского действия» с целью участия в выборах. После поражения в них, 19 декабря 1898 года Морис Пюжо выпустил в газете L’Eclair статью «Французское действие» с воззванием к французам:
Самое нужное сейчас — воссоздать Францию как общество, восстановить идею родины, обеспечить непрерывность наших традиций и приспособить их к условиях нынешнего времени, преобразовать республиканскую и свободную Францию в государство, настолько организованное изнутри и сильное снаружи, как это было при старом порядке.
Одновременно с этим была создана одноимённая организация — «Аксьон франсез».
Изначально организация была настроена прореспубликански и была направлена против Альфреда Дрейфуса и его сторонников, однако под влиянием монархиста Шарля Морраса и его взглядов стала придерживаться идеологии интегрального национализма, провозглашавшего восстановление французской монархии под предводительством Орлеанского дома, ликвидацию парламентаризма и децентрализацию. Шарль Моррас соединил в общую платформу популистскую ксенофобию, ультрапатриотизм и реакционный элитаризм. Доктрина лиги роялистов, помимо этого, также носила антигерманский, антипротестантский и антисемитский характер. После Второй мировой войны движение со временем отказалось от антисемитизма.
Структура «Аксьон франсез» разнообразна и изменялась со временем. Печатные органы — журнал Bulletin d’Action française (позже Revue d’Action française) и газета L’Action française. Боевое крыло организации — «Королевские газетчики» («Camelots du Roi»). В «Аксьон франсез» существовали федерация студентов, комиссия пропаганды и кружок женщин-роялисток; у неё имеются библиотека, спортзал и театр.
Первой публичной акцией «Аксьон франсез» стало выступление Анри Вожуа 20 июня 1899 года с призывом к согражданам быть верными национальному характеру и навести порядок в стране. С подведением итогов этого собрания 10 июля вышел первый номер журнала Bulletin d’Action française. 15 ноября была оглашена политическая декларация «Аксьон франсез»:

1. Для отдельного человека не существует более насущного интереса, чем жить в обществе; любая угроза обществу является угрозой для личности.
2. Из всех общественных форм, присущих человеческому роду, единственной законченной, наиболее основательной и распространенной бесспорно является нация. После того как древняя общность, известная в Средние века под именем христианского мира, распалась, частично сохранившись в единстве романского мира, нация остается необходимым и абсолютным условием [существования] человечества. Международные отношения, будь то политические, моральные или научные, зависят от сохранения наций. Исчезновение наций ставит под угрозу самые высокие и ценные экономические и духовные связи мира. Поэтому национализм не есть дело чувства: он рационально, математически необходим.
3. Французы — граждане государства, преданного своими правителями и раздираемого прискорбными разногласиями, — должны решать все существующие вопросы и разделяющие их проблемы с точки зрения нации. Естественные объединения французов должны создаваться вокруг общего национального стержня. C учетом политических, религиозных и экономических различий они должны классифицироваться исходя из твердости и глубины их веры во Францию.
4. Долг французов, верных этим принципам, сегодня состоит в том, чтобы излагать их как можно более открыто и часто, дабы привлечь заблуждающихся или не просвещенных пока соотечественников.

В 1908—1914 годах «Аксьон франсез» активно пропагандировала патриотические идеи среди французов, предупреждая о грядущем немецком вторжении и призывая вернуть Эльзас-Лотарингию обратно Франции. С началом Первой мировой войны организация приняла участие в т. н. Священном союзе (Union sacrée) — объединении различных французских политических партий и движений, поддержавшем ведение войны против Германии. Около 2600 членов движения погибли на полях войны. Однако это не помешало движению набирать популярность и политическое влияние.

## После Первой мировой войны
В 1926 году папа римский Пий XI публично осудил «Аксьон франсез», которая была тогда и остаётся сейчас ревностно католической организацией. Папа считал, что французская католическая церковь не должна поддерживать «безумную» идею о восстановлении монархии во Франции. Организация под девизом «Долой воров!» приняла активное участие в событиях 6 февраля 1934 года. В 1937 году принц Генрих Орлеанский отрёкся от притязаний на французский трон, что вызвало кризис в рядах движения.
После поражения 1940 года «Аксьон франсез» поддержала маршала Анри Петена и его курс «национальной революции». Это решение вызвало раскол: одни члены движения стали активно поддерживать вишистское правительство, другие перешли к силам Сопротивления под командованием Шарля де Голля. Официальная газета организации, созданная Шарлем Моррасом, выступала в поддержку режима Петена и критиковала Сопротивление. После освобождения Франции в 1944 году Шарль Моррас и Морис Пюжо за коллаборационизм были заключены в тюрьму, а сама организация была запрещена.

## Современное состояние
В 1947 году вышедшие на свободу Моррас и Пюжо создали газету Aspects de la France, благодаря которой «Аксьон франсез» была восстановлена со старым названием. К 1998 году организация пережила несколько расколов, однако она и сейчас является одной из самых старых и при этом одной из самых заметных политических сил в современной Франции.